# Onquestos (Beòcia)
Onquestos o Onquest (llatí Onchestus, grec Ογχηστός) fou una antiga ciutat de Beòcia, situada entre Haliart i Tebes, esmentada per Homer en el Catàleg de les naus de la Ilíada., i suposadament fundada per Onquest, fill de Posidó, de qui pren el nom.

## Mitología i rituals
Segons a mitologia grega, era el lloc on visqué Onquest, fill de Posidó. També era el lloc de procedència de Megareu, un altre fill de Posidó, que comandà un exèrcit de beocis que acudí a l'ajut dels atenencs quan aquests varen sofrir la invasió dels cretencs.
A l'himne homèric a Apol·lo es descriu un ritual celebrat a Onquestos en el que es consagraven carros a Posidó. El ritual consistia en que uns poltres acabats de domar es junyien a un carro i, després d'haver-los menat durant un temps, l'auriga en baixava i seguia a peu, deixant que els poltres seguissin tirant del carro a l'interior del bosc sagrat. Si el carro acabava destrossat, l'amo conservava els cavalls, però el carro restava abandonat allí i s'elevava una pregària a Posidó, que a partir d'aleshores seria qui el custodiaria.
Fou citada también per Apol·loni de Rodes, que menciona el «bosc d'Onquestos d'Hiàntia» —on Hiàntia fa referència al territori dels hiants, una tribu beòcia— així com per Hesíode, en un fragment conservat mitjançant Esteve de Bizanci, que indicava que fou erigida pel beoci Onquest.

## Història
Estrabó explica que era el lloc on en reunien en assemblea els amfictions, un lloc de reunió que pot ser que s'establís a partir del segle IV a. C. El geògraf també destaca el santuari sagrat de Posidó però, a diferència d'Homer i d'Apol·loni de Rodes el descriu com un lloc sense arbres, justificant aquesta absència tot comentant que els poetes, a fi d'embellir les seves obres, anomenen arbredes o boscos tots els recintes sagrats, tinguin arbres o no. Posteriorment a Estrabó, no obstant, Pausànies va visitar el lloc, que situa a 15 estadis de la muntanya on l'Esfinx de la mitologia grega formulava els seus enigmes, i, a més de veure les ruïnes d'Onquestos i el temple i l'estàtua de Posidó, també veié el bosc mencionat per Homer.
Actualment se la localitza prop de l'actual localitat de Caserna en la ruta entre Tebes i el llac Copais.